# NGC 2973
NGC 2973 — тройная звезда в созвездии Насоса. Открыта Джоном Гершелем в 1837 году.
Другой вариант идентификации этого объекта — близлежащая двойная звезда — немного менее предпочтителен. По данным SIMBAD, NGC 2973 соответствует галактике.
Этот объект входит в число перечисленных в оригинальной редакции «Нового общего каталога».